# Landing Ship Tank

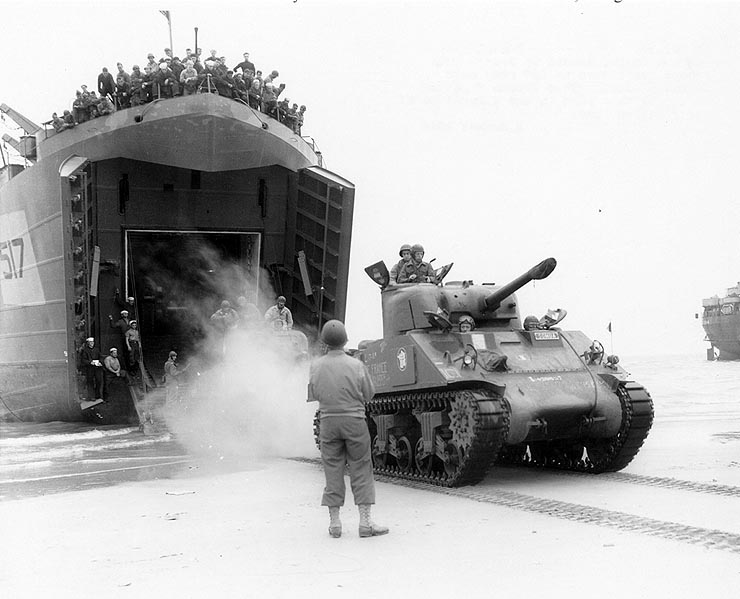
Um navio de desembarque Aliado despejando equipamentos na costa da França, em 1944.

Landing Ship Tank (LST) foi uma designação militar de navios de guerra utilizados em sua maioria durante a Segunda Guerra Mundial pelas tropas aliadas para dar apoio às operações anfíbias, podendo desembarcar diretamente no fronte uma quantidade significativa de armamentos, veículos e tropas.
A maioria destes, mais de mil embarcações, foram lançados pelos EUA, outros 8 foram construídos pelo Canadá e pela Grã-Bretanha.